# Pimpinella villosa
Pimpinella villosa é uma espécie de planta com flor pertencente à família Apiaceae.
A autoridade científica da espécie é Schousb., tendo sido publicada em Iagttag. Vextrig. Marokko 139. 1800.

## Portugal
Trata-se de uma espécie presente no território português, nomeadamente em Portugal Continental e no Arquipélago dos Açores.
Em termos de naturalidade é nativa da primeira região e é introduzida na segunda.

## Protecção
Não se encontra protegida por legislação portuguesa ou da Comunidade Europeia.